# Integrierte Gesamtschule Alexej von Jawlensky
Die Integrierte Gesamtschule Alexej von Jawlensky (auch Alexej-von-Jawlensky-Schule) ist eine Integrierte Gesamtschule (IGS) in Wiesbaden und seit 2011 eine zertifizierte KulturSchule des Landes Hessen.

## Geschichte
2008 wurde die Helene-Lange-Schule durch das Land Hessen gebeten, eine neue IGS aufzubauen. Diese wurde auf dem Grundstück der ehemaligen Ludwig-Erhard-Schule gebaut. Hierfür wurde das vorhandene Schulgebäude durch das Architektenbüro Zaeske und Partner saniert und umgebaut. Namensgeber für die neue Schule war der deutsch-russische Maler Alexej von Jawlensky.
Im Schuljahr 2009/2010 wurden die ersten etwa 110 Fünftklässler eingeschult.
Seit Februar 2011 gibt es einen Mensa-Theater-Bau auf dem Schulhof.
Die Schule erhielt im Mai 2011 eine Stele der Toleranz.

## Pädagogische Arbeit, Ausstattung und Angebote
Die Schule ist eine verpflichtende Ganztagsschule. Es besteht freiwillig die Möglichkeit an verschiedenen Arbeitsgemeinschaften teilzunehmen. Bei diesen gibt es zwei Theatergruppen, sowie verschiedene Angebote, um kreativ zu werden.
Es werden Englisch, Französisch und Spanisch als Fremdsprache unterrichtet. Medienerziehung ist ein Pflichtfach, zusätzlich wird als Wahlpflichtunterricht Arbeitslehre angeboten.
Die Schule besitzt eine Schulsozialarbeit sowie ein Beratungs- und Förderungszentrum. Letzteres unterstützt im inklusiven Unterricht. Außerdem sind eine Mensa, ein Theaterraum und ein Schulgarten vorhanden.
Das Unterrichtskonzept sieht vor, dass ein Team von Lehrern je einen Jahrgang in einem separaten Bereich unterrichtet. Verschiedene Praktika (z. B. im Kindergarten oder in der Schulmensa) sowie eine Exkursion in das KZ Buchenwald sollen den Schülern wichtige Einblicke in verschiedenste Bereiche bieten.
In regelmäßigen Abständen finden Film-, Theater- und Tanzprojekte statt. Diese Projekte sind Teil des pädagogischen Konzepts der Schule. Des Weiteren können die Schüler nicht „sitzen bleiben“, es wird jeder in die nächsthöhere Klasse versetzt.

## Besonderes
In unregelmäßigen Abständen finden Autorenlesungen und Theateraufführungen statt. Auch werden Zeitzeugen des Zweiten Weltkriegs eingeladen.